# Teoría hipodérmica
La teoría de la aguja hipodérmica es un modelo de comunicación que sugiere que el receptor recibe directamente un mensaje intencionado y lo acepta por completo. La teoría se asocia al trabajo de Harold Lasswell, quien como investigador y publicista se proyectó con fuerza hacia el análisis de la propaganda, en un período marcado por las tensiones mundiales de entreguerras y la preocupación por los efectos de las mediaciones periodísticas en la formación de la opinión pública.

## Concepto
Esta teoría de los efectos de la influencia directa se basó en las primeras observaciones del efecto de los medios de comunicación, tal como los utilizó la propaganda nazi y los efectos de Hollywood en las décadas de 1930 y 1940. Se suponía que las personas estaban "controladas de manera uniforme por sus 'instintos' de base biológica y que reaccionaban de manera más o menos uniforme a cualquier 'estímulo' que se presentara". La teoría asume gráficamente que el mensaje de los medios es una bala disparada desde la "pistola de los medios" hacia la "cabeza" del espectador. De manera similar, también se utiliza la misma idea del paradigma de "disparo". Sugiere que los medios inyectan sus mensajes directamente en la audiencia pasiva. Esta audiencia pasiva se ve inmediatamente afectada por estos mensajes. El público esencialmente no puede escapar de la influencia de los medios y, por lo tanto, se lo considera un "pato sentado". Esta teoría sugiere que el público es vulnerable a los mensajes que se le lanzan debido a las limitadas herramientas de comunicación y los estudios de los efectos de los medios sobre las masas en ese momento. Significa que los medios exploran la información de tal manera que se inyecta en la mente de las audiencias como balas.

## Orígenes
La teoría de la "aguja hipodérmica" se creó para estudiar cómo la propaganda afectaba a los ciudadanos en los años 20 y 30. Esta teoría se desarrolla entre la Primera y Segunda Guerra Mundial.  Las tragedias de dichas guerras dieron lugar a la necesidad de estudiar los efectos que las propagandas generaban en esa época.
Goebbels fue el responsable de propagar y popularizar las ideas del partido nazi, inclusive antes de que llegara al poder.  En 1933 los nazis llegaron al poder y Goebbels fue nombrado ministro de Instrucción para el Público y Propaganda.  De esta forma se convirtió en jefe de la prensa, radio, cine, teatro y virtualmente todas las actividades culturales y científicas.  Utilizó prácticamente todos los medios a su alcance para darle credibilidad al movimiento nazi, midió consecuencias, tamizó información y teorizó sobre el fenómeno de la comunicación de masas al definir sus puntos básicos: ventajas y desventajas de la información, público, opinión, canal, mensaje, respuesta, etcétera.
La teoría hipodérmica es una teoría post hoc, ya que se define después de la I Guerra Mundial, después de ver los efectos que tuvo la propaganda en este conflicto.  La Primera Guerra Mundial supuso un gran despliegue de armas, de dinero, etc. y fue una gran pérdida social.  En ese momento, Gran Bretaña y EE. UU. no habían sufrido una guerra en mucho tiempo.  Otra particularidad de esta guerra es que se dio muy cerca de la población civil, por lo que se hizo necesario darle una importancia a la guerra que en realidad no tenía.  Para ello se utilizó la propaganda en una sociedad en la que los vínculos eran cada vez más difíciles, para convencer a la gente de que diese su vida en un conflicto mundial que, finalmente, sólo sería beneficioso para unos pocos.
Al finalizar la guerra, en Gran Bretaña, EE. UU. y Alemania se empieza a reflexionar sobre este bombardeo enorme de propaganda, como medio para manipular a la gente, por parte de los gobiernos y de los medios de comunicación, y se inicia así la crítica y la formulación de la teoría.

## Principal referente
Harold Lasswell (1902 - 1978). Es considerado como uno de los padres fundadores de la investigación en comunicación por sus trabajos sobre la propaganda y la comunicación política. Fue uno de los más influyentes activistas de la necesidad de desarrollar investigación en materia de comunicación y cumplió un rol importante en poner en marcha la institucionalización de esos estudios. Precisamente, en uno de sus estudios sobre la propaganda, publicado en 1927, decía: «…Cuando se han descartado todas las objeciones, y cuando todas las estimaciones extravagantes han sido reducidas a lo esencial, persiste el hecho de que la propaganda es uno de los instrumentos más poderosos del mundo moderno».

## Características de la teoría hipodérmica
Los procesos irracionales que explica el paradigma neurobiológico; las características de una sociedad de masas, marcadas por el aislamiento y la enajenación; y el desarrollo espectacular de los medios de comunicación hacen que la teoría hipodérmica sea perfectamente razonable en este contexto.
Con ello se ve que la manipulación es posible.  Los medios de comunicación de masa vehiculizarán el mensaje.  Es posible crear un estímulo, un mensaje, tan fuerte que se “inyecte” (de ahí el nombre de "hipodérmica"): es posible dar en el blanco. Entre el emisor y el receptor, entre el estímulo y la respuesta, no hay ninguna intermediación que impida conseguir los objetivos, hay una relación directa de causa-efecto, algo mecánico, un vacío.  De modo que la manipulación es posible porque frente a un poder enorme de medios de comunicación de masas no hay ningún elemento de resistencia.

## Modelo telégrafo
Por otra parte, Lasswell planteó el llamado modelo telégrafo, que supondría en muchos aspectos una evolución de la teoría hipodérmica, en el que presenta una descripción de la situación de comunicación según "quién dice qué a quién por qué canal y con qué efecto" (emisor-mensaje-receptor-canal-efecto). Aunque este modelo supone un perfeccionamiento de la teoría hipodérmica, los principios fundamentales de esta (asimetría de roles entre emisor, que es activo, y receptor, que es pasivo; tendencia a la uni direccionalidad o univocidad; mensaje entendido como una serie de contenidos prediseñados y preconcebidos) siguen en pie.

## Modelos matemáticos
Más tarde, en la década de 1940 se presentó la teoría matemática de la comunicación de Claude E. Shannon y Warren Weaver, que supuso el asentamiento de la teoría funcionalista.  Esta teoría matemática de la comunicación, reconocida como el origen de la teoría de la información, identifica por primera vez las mediaciones entre emisor y receptor, atendiendo al papel decisivo de los dispositivos tecnológicos de la comunicación.  Es decir, con esta teoría el esquema inicial (E-R) sería más complejo.

## Principales aportes de la teoría

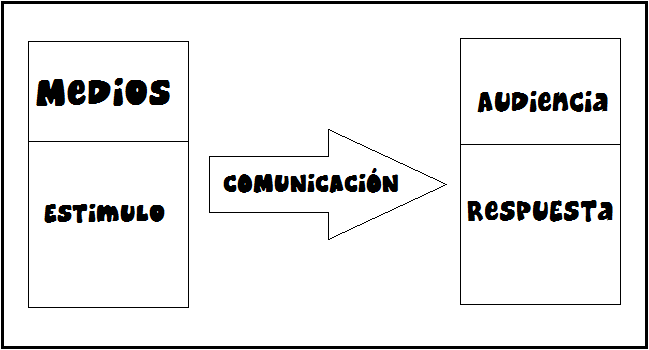
Teoría hipodérmica.

La teoría de la aguja hipodérmica trata sobre:
- La forma sobre “cómo se debe transmitir un mensaje o una información a las masas”.  Basándonos en esta teoría, podemos tener una clara idea de cómo se debe transmitir dicho mensaje, qué palabras debemos utilizar, cómo debemos dirigirnos, qué y cómo debemos decir.
- La novedad del fenómeno de las comunicaciones de masas y la conexión del fenómeno con las fatales experiencias dictatorial del período histórico entre 1920 y 1930.
- El efecto de “manipulación” que producen los medios en una sociedad de masas.

## Críticas a la teoría hipodérmica
Los teóricos que definen la teoría hipodérmica se plantean un individuo aislado, pero saben que cada individuo no está verdaderamente aislado: se superan las diferencias de un grupo heterogéneo para crear una unidad.  El poder de los medios de comunicación es tan fuerte que ninguna otra circunstancia puede provocar la respuesta que este modelo consigue.
Estos teóricos del siglo XX plantean el problema producido por un enorme cambio radical, algo que ya plantearon otros estudiosos en el siglo XIX.  En la forma vieja de funcionar, las relaciones informales hacían fácil la empatía y la relación con el otro.  Sin embargo, en la sociedad de masas eso es muy difícil.  En el contexto de la I Guerra Mundial se utiliza la propaganda para convencer al individuo de amar a la patria y odiar al resto del mundo: “martillo y yunque de la solidaridad social” (Lasswell). El fascismo y el nazismo utilizaron un bombardeo de propaganda para que los mensajes entrasen directamente en la piel del individuo y tuviesen un efecto en ellos.  Al ver sus efectos en la I Guerra Mundial, fue utilizado por partidos fascistas y nazis y así se erigieron en el poder.
El éxito de la propaganda está en crear la convicción de que si se articula un mensaje de una cierta forma se obtendrá el efecto deseado: eso es manipular.  Sin embargo, Lazarsfeld hace otra interpretación: dice que el efecto no es tan claro, no se consigue lo deseado.
En realidad el individuo no está tan aislado.  Se hace una abstracción de ese individuo, pero se tienen que tener en cuenta otros elementos que se sitúan en el espacio entre el emisor y el receptor, entre el estímulo y la respuesta: no hay vacío.  No se inyecta directamente el mensaje en vena.  Ese espacio está repleto de elementos: factores sociales, económicos, psicológicos, etc.  La reacción al estímulo no es inmediata ni generalizada (cada individuo pertenece un grupo social específico; vive en una red de relaciones, amistades, intereses económicos, por edades, por nivel cultural, etc.; los individuos no existen en un vacío, sino que están condicionados por su entorno) ni mecánica como dice la teoría hipodérmica. Ésta queda como una teoría muy sencilla, aunque en el momento de la historia en el que se dio encajaba completamente.

## Desarrollos posteriores
A partir de la idea de que los medios de comunicación tienen sus límites surge, desde otra perspectiva y sin la intención de cuestionar la teoría hipodérmica, la teoría de los efectos limitados.  Si la teoría hipodérmica toma como punto de partida que existen determinadas reacciones idénticas a todos los individuos ante los mismos mensajes construidos para hacer determinados efectos, las nuevas teorías se centran en los efectos limitados de los medios.
Más tarde surgirá la teoría crítica, la cual engloba a la Escuela de Fráncfort, a la Economía Política y a los Estudios Culturales, las tres teorías que juzgan la situación de los medios de comunicación.  Esas tres corrientes tienen una influencia marxista y hablan del capitalismo tardío.  La frase "aguja hipodérmica" tiene la intención de dar una imagen mental de una infusión directa, estratégica y planeada de un mensaje a un individuo.  Pero, entre más se desarrolló la metodología de búsqueda, se hizo más claro que los medios de comunicación influenciaban de forma selectiva a las personas.
El incidente más famoso, comúnmente citado como un ejemplo del modelo de la aguja hipodérmica, fue la transmisión por radio de La guerra de los mundos en 1938 y la reacción consecuente de pánico en la audiencia masiva americana.  Sin embargo, el incidente en realidad desató el movimiento de investigación, liderado por Paul Lazarsfeld y Herta Herzog, el cual desaprobaría la teoría de la bala mágica o de la aguja hipodérmica cuando Hadley Cantril mostró que las reacciones a la transmisión fueron, en realidad, diversas y, en gran cantidad, determinadas por atributos de la situación en la que se encontraba la audiencia.
Lazarsfeld desaprobó la "teoría de la bala mágica" y el "modelos de la aguja hipodérmica" a través de estudios electivos en "The People's Choice". Lazarsfeld y sus colegas llevaron a cabo el estudio por medio de investigaciones durante la elección de Franklin D. Roosevelt en 1940. El estudio fue realizado para determinar patrones de voto y la relación entre los medios y el poder político. Lazarsfeld descubrió que la mayoría del público permanecía intacto por la propaganda alrededor de la campaña de Roosevelt. En cambio, las relaciones interpersonales mostraron tener mayor influencia que los medios. Por lo tanto, Lazarsfeld concluyó que los efectos de la campaña no fueron tan poderosos como para ser considerados una persuasión completa a una "audiencia indefensa", una aclamación que la bala mágica, la aguja hipodérmica y Lasswell afirmaban. Estos nuevos descubrimientos también sugirieron que el público puede seleccionar qué mensajes le afectarán.
El desenmascaramiento de Lazarsfeld a estos modelos de comunicación dio un camino para nuevas ideas sobre los efectos que los medios tienen en sus audiencias. Lazarsfeld introdujo la idea del modelo de dos pasos en 1944. Elihu Katz contribuyó al modelo en 1955 a través de estudios y publicaciones. El modelo de dos pasos asume que las ideas fluyen de los medios de comunicación masiva a la opinión de líderes, quienes a su vez lo transmiten a una gran audiencia.  Ellos consideraban que el mensaje de los medios era transmitido a través de la opinión de líderes. Los líderes de opinión son categorizados como individuos con la mejor comprensión del contenido de los medios y también como los que tienen mayor acceso a los medios. Estos líderes, en su esencia, toman la información de los medios y la explican y difunden a otras personas.
Así, el modelo de dos pasos y otras teorías de la comunicación sugieren que los medios de comunicación ya no tienen una influencia directa en los espectadores.  En cambio, conexiones interpersonales, e inclusive exposición selectiva, juegan un mayor rol en influenciar al público en la era moderna.